# Краснопольський Леонід Ігорович
Леонід Ігорович Краснопольський (9 лютого 1971, Донецьк — 4 лютого 2018, Дніпро) — український підприємець, дизайнер одягу, волонтер російсько-української війни.

## Біографія
Народився 9 лютого 1971 року в Донецьку. 1994 року закінчив Макіївський інженерно-будівельний інститут за фахом інженер-будівельник. З 1995 почав працювати у компаніях з гуртової торгівлі на посадах кризового менеджера, а згодом комерційного директора. З 2007 працював у індустрії моди, спочатку директором донецької філії мережі «Terra Nova», а з 2009 головою правління швейної фабрики модного одягу, яку відкрив за підтримки відомого модельєра Михайла Вороніна.
З початком війни на Донбасі Леонід разом із дружиною почав допомагати українській армії на блокпостах, але через донос потрапив у підвали ДНР. Був звільнений в результаті обміну, переїхав з родиною у Дніпро. У Дніпрі як волонтер почав шити військову форму для українських військових, збирав допомогу для військовополонених.

## Загибель
Загинув у результаті смертельного ДТП 4 лютого 2018 року в Дніпрі. Похований відповідно до єврейських традицій на Запорізькому цвинтарі у м. Дніпро.